# Istres-Le Tubé
Istres-Le Tubé (francouzsky Base Aérienne 125 nebo BA 125) je velká víceúčelová základna francouzských vzdušných a kosmických sil blízko Istres, severozápadně od Marseille v regionu Provence-Alpes-Côte d'Azur ve Francii. Letiště tvoří největší část základny a má přiděleno též obvyklé mezinárodní kódy (kód IATA: QIE a kód ICAO: LFMI). Dále zde jsou také vrtulníková letka, velké opravárenské a výcvikové středisko, jednotky námořnictva a další zařízení. Bylo to také místo pro nouzové přistání raketoplánu Space Shuttle.

## Operační jednotky a použití

### Francouzské vzdušné a kosmické síly
Uživatelem základny Istres-Le Tubé jsou francouzské vzdušné a kosmické síly, které na základně mají několik operačních jednotek, včetně:
- Escadron de Ravitaillement en Vol et de Transport 1/31 Bretagne.[1]
- Escadron de Ravitaillement en Vol 4/31 Sologne.[1]
- DAMS 11.004 (Dépôt atelier de munitions spéciales) neboli Speciální muniční sklad, odpovědný za skladování jaderných raket středního doletu Air-Sol Moyenne Portée ASMP-A, které měla používat stíhací letka 2/4 ve své odstrašující roli.[2]
- Letka protivzdušné obrany 01.950 zodpovídá za protivzdušnou obranu základny.
- 25. letecký ženijní pluk.[1]
- Strážní oddíl (Fusiliers Commandos de l'Air) odpovědný za ostrahu základny a pozemní obranu.

### Další využití základny
Na základně se nachází také vrtulníková letka a velké opravárenské a výcvikové zařízení. Kromě toho se zde nachází také EPNER (École du personnel navigant d’essais et de réception: Francouzská škola zkušebních pilotů), zkušební zařízení pro DGA Essais en vol, Dassault Aviation, Safran Aircraft Engines (dříve SNECMA) a Thales Group, dále některé letecké jednotky francouzského námořnictva. Na základně pracuje více než 5000 zaměstnanců. 
Mezi další příležitostné uživatele základny patří letectvo Spojených států amerických (USAF) během spojeneckých operací, do kterých se společně zapojují Spojené státy americké a Francie. Během Operace Spojenecká síla (Operation Allied Force) na konci 90. let ze základny operovaly letouny USAF: tankovací Boeing KC-135 Stratotanker a výzvědné letadlo Lockheed U-2. Na základně Istres také sídlil odřad U-2 OL-FR (Operating Location-FRance).

### Záložní letiště pro raketoplán
Základnu Istres si také zvolila NASA jako záložní místo pro přistání raketoplánů Space Shuttle v případě problémů do 25 až 30 minut po startu, tzv. TAL: Transoceanic Abort Landing. Dráha základny byla původně  3750 metrů dlouhá a 60 metrů široká. V roce 1992 byla navíc pro společnost Airbus Industries vybudována další přistávací plocha, která má stejné vlastnosti jako původní vzletová a přistávací dráha, což z ní při celkové délce 5000 metrů činí nejdelší dráhu v západní Evropě.

## Historie vojenské základny

### Vznik a rozvoj
Vojenská základna byla založena v roce 1915 a byla postupně rozšiřována. Na počátku druhé světové války byla využívána francouzským letectvem.

### Vichistická Francie
Po bitvě o Francii a porážce Francie nacistickým Německem se stala součástí omezeného letectva Vichistické Francie (francouzsky Armée de l'Air de Vichy). V době, kdy se vojenská základna po listopadu 1942 dostala pod německou kontrolu, na ni při několika misích zaútočily spojenecké bombardéry startující ze Spojeného království. Během Operace Dragoon (původně Operace Anvil), což bylo krycí označení invaze do jižní Francie v srpnu 1944, se základny zmocnily spojenecké síly. Letiště bylo opraveno a uvedeno do operačního provozu XII. ženijním velitelstvím armádního letectva Spojených států, 27. srpna 1944 bylo letiště  předáno dvanácté letecké armádě.
Letiště bylo Američany označeno jako Istres-Le Tubé Airfield nebo také Advanced Landing Ground Y-17 (ALG Y-17): samotné označení „Advanced Landing Ground“ mělo více provizorních amerických leteckých základen v Evropě. Používalo se také označení USAAF Station 196. Dvanáctá letecká armáda na letiště zpočátku (2. září) dislokovala 324. stíhací skupinu s letouny Republic P-47 Thunderbolt. Nicméně 324. letka zde zůstala jen několik dní, než se 6. září přesunula do Amberieu.
Základnu Istres-Le Tubé poté využívala především 64. skupina vojenských letadel, která z něj od září do listopadu 1944 provozovala transportní letouny Douglas C-47 Skytrain (což byla vojenská verze letadla Douglas DC-3). Když se bojové jednotky přesunuly na sever do východní Francie, Istres využívalo velitelství letecké dopravy jako překladiště zásob a spojeneckého personálu, přičemž bylo administrativně řízeno 1411. základnou armádního letectva. 

### Po druhé světové válce
Na konci války a těsně po druhé světové válce využívali Američané Istres-Le Tubé jako přestupní bod mezi okupovaným Německem a Marokem pro leteckou přepravu personálu zpět do Spojených států. V říjnu 1945 byl vojenská základna vrácena pod plnou francouzskou kontrolu.
Nějakou dobu po druhé světové válce, až do května 1958, hostila Base Aérienne 125 styčnou skupinu Royal Air Force, která zajišťovala přesuny britských vojenských letadel zpět na území Spojeného království a také přesuny vojenských letadel Britského společenství do různých zemí. V květnu 1958 Royal Air Force tuto vojensku základnu definitivně opustila, kdy ž se přestěhovala na základnu Aérienne 115 Orange-Caritat, kde působila až do počátku 60. let.
Vojenská základna BA 125 sehrála určitou roli při tzv. Alžírském puči (21. až 24. dubna 1961), což byl pokus o státní převrat ve Francii, kdy pučisté chtěli svrhnout prezidenta de Gaulla a udržet francouzskou nadvládu v Alžírsku. Několik důstojníků, kteří byli součástí spiknutí, včetně kapitána Sergenta, odletělo do Alžíru z této základny na palubě vojenského letadla. Velitel základny byl v té době na dovolené, odpovědnost za účast na pokusu o puč převzal jeho zástupce, major Marcel Fischer. Po neúspěchu puče musel major nejprve odejít na povinnou vojenskou dovolenou, po níž následoval předčasný odchod do důchodu. 
Dekretem ze 14. ledna 1964 byly na této základně zřízeny Strategické vzdušné síly Francie (francouzsky FAS: Forces aériennes stratégiques) a později zde bylo založeno také Letové zkušební středisko (CEV: Le Centre d'essais en vol). V roce 2010 byla základna vybrána pro výrobu a testy systému Stratobus společnosti Thales Alenia Space. Jde o autonomní stratosférickou platformu, která je na pomezí mezi družicí, vzducholodí a výškovými drony. Vzducholoď o délce 140 metrů a průměru 32 metrů je schopna provádět velmi dlouhé mise (řádově rok) ve stratosféře ve výšce kolem 20 kilometrů, což je výška, která jí umožňuje pokrýt velké oblasti a poskytovat snímky s velmi vysokým rozlišením, ale také současně zůstat nad běžnými leteckými trasami.

## Nouzové přistání letu Trans-Air 671
Na letišti Istres-Le Tubé 31. března 1992 úspěšně nouzově přistálo těžce poškozené letadlo Boeing 707, kterému při letu Trans-Air 671 
z letiště Lucemburk na mezinárodní letiště Mallam Aminu Kano v Nigérii odpadly oba motory na pravém křídle, navíc letadlo hořelo. Všech pět členů posádky přežilo bez zranění, letadlo však bylo prakticky zničeno požárem. Dokumentární rekonstrukce letu je zachycena v kanadském seriálu Letecké katastrofy, díl Dvojí porce potíži, který Česká televize odvysílala v dubnu 2024.

## Fotogalerie

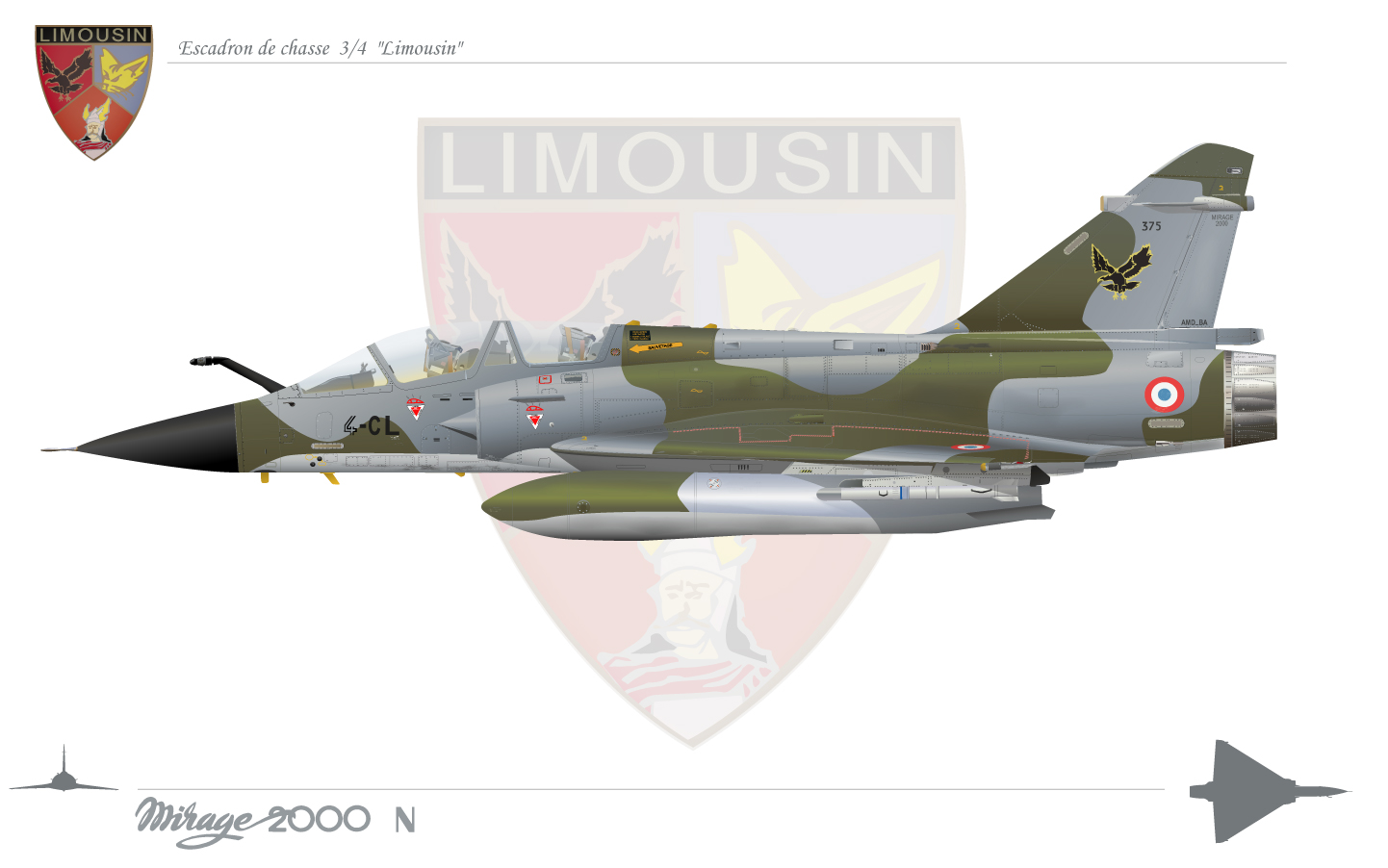
Mirage 2000N: „escadron Limousin“
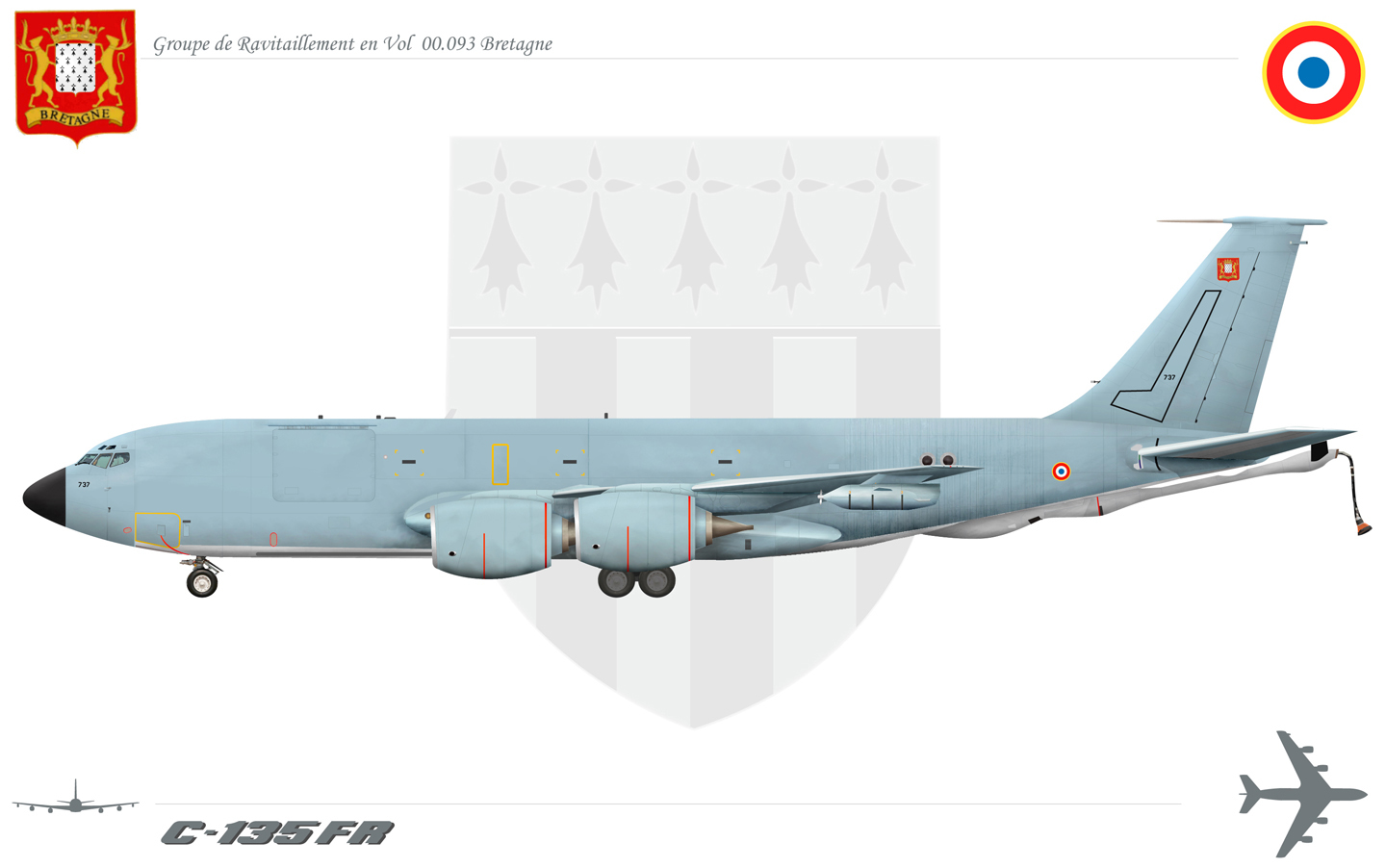
Boeing C-135 Stratolifter: „GRV 093 Bretagne“
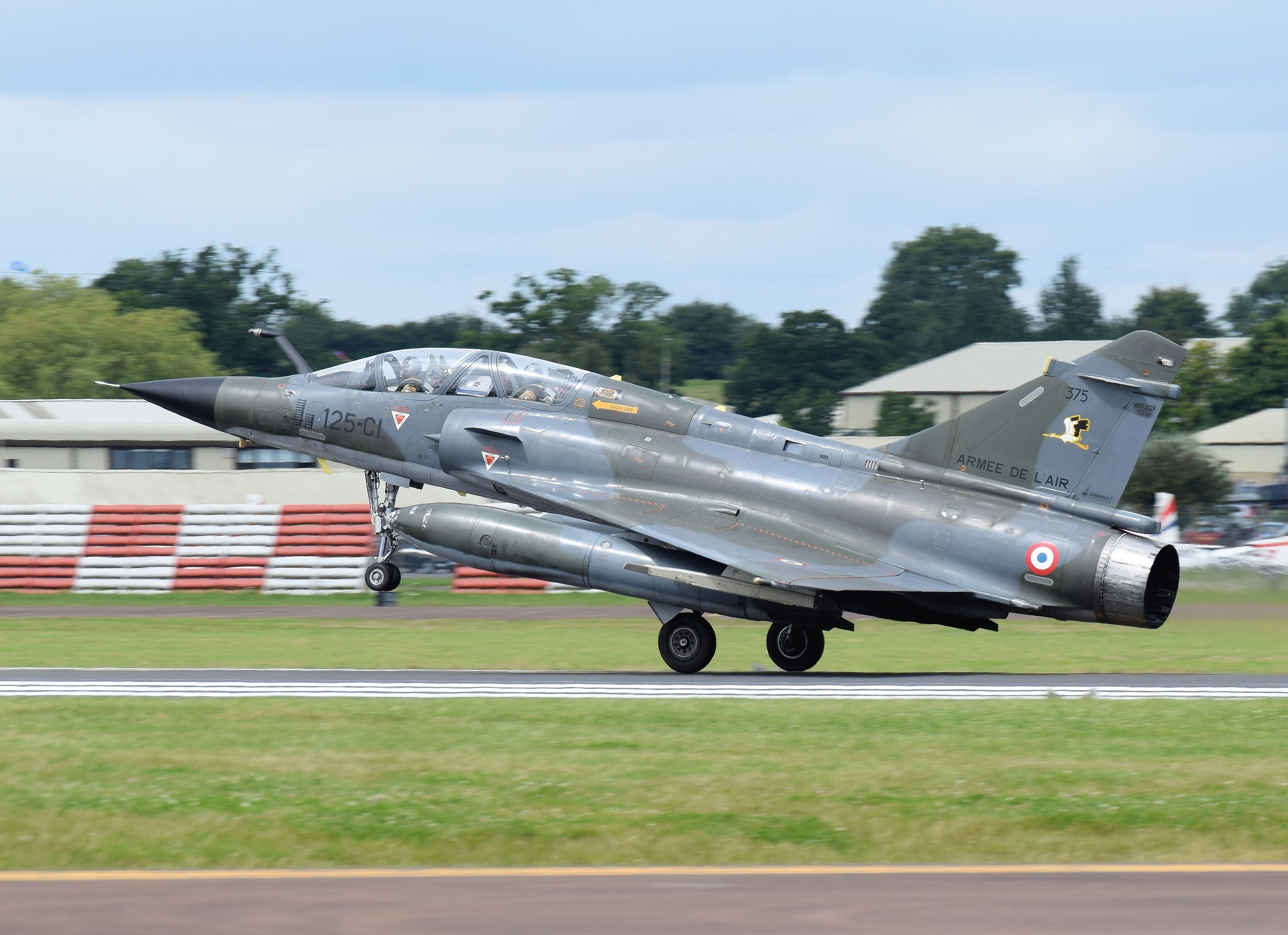
Dassault Mirage 2000N z Istres-Le Tubé na air show RIAT